# Fluormayenit
Das Mineral Fluormayenit ist ein selten vorkommendes Oxid aus der Mayenit-Obergruppe mit der Endgliedzusammensetzung Ca12Al14O32F2. Es kristallisiert im kubischen Kristallsystem mit der Struktur von Chlormayenit.
Fluormayenit entwickelt nur sehr kleine, farblose Kristalle oder rundliche Körner von unter 0,1 mm Größe. Die Kristalle zeigen, soweit ausgebildet, Flächen des Triakistetraeder {211}.
Gebildet wird Fluormayenit bei niedrigen Druck und hohen Temperaturen bei der Umwandlung von calciumreichen Sedimenten durch ein fluorreiches Fluid. Bei niedrigeren Temperaturen und Anwesenheit von Wasser wird Fluormayenit in Fluorkyuygenit umgewandelt.

## Etymologie und Geschichte
Seit Beginn des 20. Jahrhunderts ist ein kubisches Calciumaluminat bekannt, für das damals die Zusammensetzung 5CaO * 3Al2O3 angegeben wurde. Da Calciumaluminate wichtige Verbindungen von Zementklinkern sind, wurden sie seither intensiv untersucht. 
Die Struktur dieser Verbindung wurde 1936 von W. Büssem und A. Eitel am Kaiser-Wilhelm-Institut für Silikatforschung in Berlin-Dahlem aufgeklärt. Im Zuge der Strukturaufklärung korrigierten sie die Zusammensetzung zu 12CaO * 7Al2O3, C12A7 in der Zementchemische Notation.
Die ersten Funde eines natürlichen, kubischen Calciumaluminats wurden 1963 von L. Heller in einem Sprurritfels im Nalhal Ayalon-Aufschluss der Hatrurim-Formation in Israel gemacht. Es ist ein gängiges Mineral in vielen Aufschlüssen der pyromethamorphen Hatrurim-Formation.
Als neues Mineral beschrieben wurde es ein Jahr später von Gerhard Hentschel zusammen mit Brownmillerit in Kalksteineinschlüssen aus Laven des Ettringer Bellerberges mit der Zusammensetzung Ca12Al14O33. Er benannte das neue Mineral nach der nahe gelegenen Stadt Mayen Mayenit.
Das Fluoranalog von Mayenit, die Verbindung 11CaO * 7Al2O3 * CaF2, wurde 1973 von P. P. Williams vom D.S.I.R in Petone, Neuseeland, synthetisiert und die Struktur untersucht.
Im Zuge der Neudefinition der Mayenit-Obergruppe seit 2010 wurden Mayenite verschiedener Fundorte erneut untersucht. Alle natürlich vorkommenden Mayenite enthalten Fluor oder Chlor und die von Hentschel angegebene Zusammensetzung konnte in keinem Fall bestätigt werden. Mayenit wurde daraufhin als Mineralname verworfen, neue Namen eingeführt und neue Minerale der Mayenitgruppe entdeckt, darunter auch Fluormayenit:
- Chlormayenit für Mayenite mit der Zusammensetzung Ca12Al14O32[□4Cl2], z. B. vom Ettringer Bellerberg[11]
- Chlorkyuygenit für hydratisierten Chlormayenit (Ca12Al14O32[(H2O)4Cl2])[12]
- Fluormayenit für Mayenite mit der Zusammensetzung Ca12Al14O32[□4F2], z. B. vom Jebel Harmun der Hatrurim-Formation in Palästina[3]
- Fluorkyuygenit für hydratisierten Fluormayenit (Ca12Al14O32[(H2O)4F2])[3]

## Klassifikation
In der strukturellen Klassifikation der International Mineralogical Association (IMA) gehört Fluormayenit zusammen mit Chlormayenit, Chlorkyuygenit und Fluorkyuygenit in der Mayenit-Obergruppe zur Mayenitgruppe mit weniger als 4 Cl und 2 Si pro Formeleinheit.
Da der Fluormayenit erst 2013 als eigenständiges Mineral anerkannt wurde, ist er in der zuletzt 1977 überarbeiteten 8. Auflage der Mineralsystematik nach Strunz noch nicht verzeichnet.
In der zuletzt 2018 überarbeiteten Lapis-Systematik nach Stefan Weiß, die formal auf der alten Systematik von Karl Hugo Strunz in der 8. Auflage basiert, erhielt das Mineral die System- und Mineralnummer IV/A.07-028. Dies entspricht der Klasse der „Oxide und Hydroxide“ und dort der Abteilung „Oxide mit dem Stoffmengenverhältnis Metall : Sauerstoff = 1 : 1 und 2 : 1 (M2O, MO)“, wo Fluormayenit zusammen mit Bitikleit, Brownmillerit, Chlormayenit, Chlorkyuygenit, Dzhuluit, Elbrusit, Fluorkyuygenit, Shulamitit, Srebrodolskit, Tululit und Usturit eine unbenannte Gruppe mit der Systemnummer IV/A.07 bildet.
Die bis 2009 von der International Mineralogical Association (IMA) aktualisierte 9. Auflage der Strunz’schen Mineralsystematik kennt den Fluormayenit ebenfalls noch nicht.
Auch die vorwiegend im englischen Sprachraum gebräuchliche Systematik der Minerale nach Dana führt den Fluormayenit noch nicht auf. Er würde zusammen mit Mayenit in die unbenannte Gruppe 07.11.03 der Abteilung der „Mehrfachen Oxide“ eingruppiert werden. 

## Chemismus
Fluormayenit mit der Endgliedzusammensetzung [X]Ca12[T]Al3+14O32[W][□4F2] ist das Fluor-Analog von Chlormayenit ([X]Ca12[T]Al3+14O32[W][□4Cl2]), wobei [X], [T] und [W] die Positionen in der Mayenitstruktur sind und □ (Leerstelle) für eine unbesetzte Gitterposition steht.
Die empirische Zusammensetzung aus der Typlokalität ist 
- [X](Ca11,951Na0,037)[T](Al13,675Fe3+0,270Mg0,040Si0,009P0,005S6+0,013)O31,503(OH)1,492[W][□4,581F1,375Cl0,044][3]

Die Abweichungen von der idealen Zusammensetzung gehen im Wesentlichen auf zwei Mischkristallreihen zurück. Zum einen wird Fe3+ auf den [T]-Positionen eingebaut, entsprechend der Austauschreaktion
- [T]Al = [T]Fe3+ (hypothetisches Fe-Analog von Fluormayenit),

zum anderen führt die Mischung mit dem hypothetischen (OH)- Analog [X]Ca12[T]Al3+14O30(OH)6[W][□6] zum Austausch von Sauerstoff (O2−) und Fluor (F−) durch 3 (OH) entsprechend der Reaktion
- [O2]O2− + 3[O2a]□ + [W]F− = [O2]□ + 3[O2a](OH)− + [W]□.[3]

## Kristallstruktur
Fluormayenit kristallisiert mit kubischer Symmetrie in der Raumgruppe I43d (Raumgruppen-Nr. 220) mit 2 Formeleinheiten pro Elementarzelle. Der natürliche Mischkristall aus der Typlokalität hat dem Gitterparameter a = 11,9894 Å.
Die Struktur ist die von Chlormayenit. Aluminium (Al3+) besetzt die zwei tetraedrisch von 4 Sauerstoffionen umgebenen Z-Positionen. Sie bilden ein Tetraedergerüst, das miteinander verbundene Käfige umschließt. Jeder dieser Käfige ist mit zwei Calcium (Ca2+)-Ionen besetzt, die von 6 Sauerstoffen unregelmäßig umgeben sind. In ihrem Zentrum zwischen den Calciumionen enthalten 1/3 der Käfige ein Fluorion (F−).
Die Substitution eines Sauerstoffes der O2-Position und eines Fluorions der W-Position durch drei OH-Gruppen auf der ansonsten unbesetzten O2a-Position führt zu einer Erhöhung der Koordinationszahl des benachbarten Aluminiums einer T1-Position von 4 auf 6. Im Fluormayenit von der Typlokalität sind auf diese Weise rund 11 % der Aluminiumionen auf T1 oktaedrisch von 6 Sauerstoffen koordiniert.

## Bildung und Fundorte
Fluormayenit bildet sich pyrometamorph bei niedrigen Druck und hohen Temperaturen bei der Umwandlung von calciumreichen Sedimenten durch ein fluorreiches Fluid. Durch wasserreiche Fluide kann Fluormayenit umgewandelt werden in Fluorkyuygenit und Katoit-Grossular-Mischkristalle.
Fluormayenit ist bislang (2018) nur in zwei Aufschlüssen der Hatrurim-Formation in Palästina und Jordanien nachgewiesen worden. In seiner Typlokalität, dem Jebel Harmun der Hatrurim-Formation unweit des Dorfes Nabi Musa, Westjordanland in Palästina, tritt Fluormayenit als Einschluss in Ye’elimit auf oder füllt Zwischenräume zwischen Larnit, Brownmillerit und Fluorellestadit. Weitere Begleitminerale sind Fluorapatit, Srebrodolskit, Shulamitit, Harmunit, Spinell, Magnesioferrit, Gehlenit, Periklas, Ternesit, Nabimusait, Oldhamit, Baryt, Vorlanit, Vapnikit, Chalkosin und Covellin.